# Schmidtiana boudanti
Schmidtiana boudanti là một loài bọ cánh cứng trong họ Cerambycidae.